# Marek Maďarič

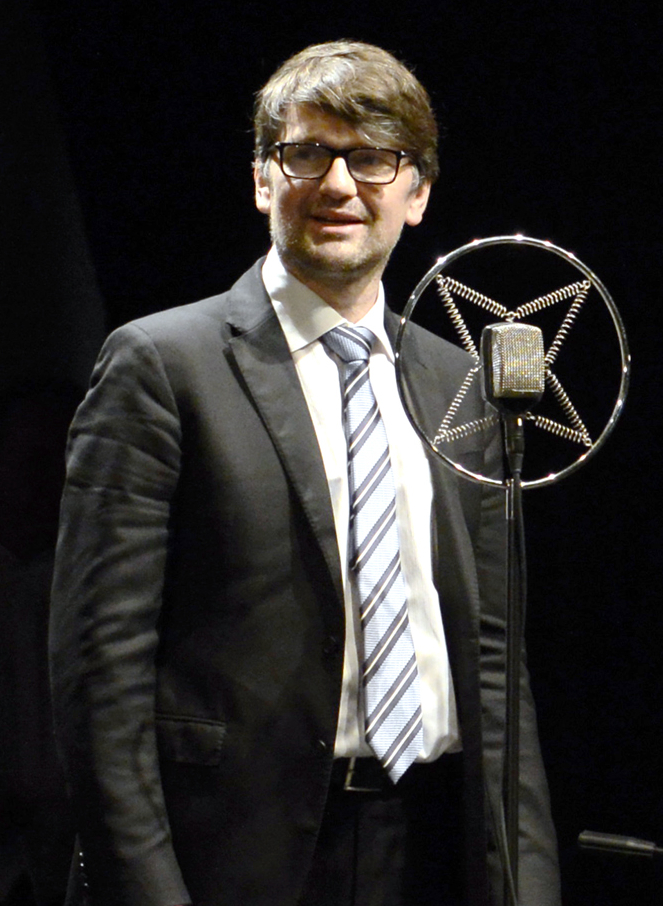
Marek Maďarič (2015)

Marek Maďarič (* 23. März 1966 in Bratislava) ist ein slowakischer Politiker.

## Leben
Maďarič ist Mitglied der SMER und war Kulturminister der ersten Fico-Regierung, die nach den Wahlen von 2006 gebildet wurde. Maďarič gehörte vom 4. April 2012  bis 28. Februar 2018 auch der zweiten und dritten Fico-Regierung als Kulturminister an.
Nach der Ermordung des Journalisten Ján Kuciak und seiner Lebensgefährtin trat er als Kulturminister am 28. Februar 2018 zurück. „Nach der Ermordung eines Journalisten kann ich mir nicht vorstellen, in Ruhe weiter Chef dieses Ministeriums zu bleiben, das auch für die Medien zuständig ist“, erklärte er. Bereits zuvor galt Maďarič als parteiinterner Kritiker, der eine Verfilzung von Politik und Geschäftswelt kritisierte. Im Dezember 2017 hatte er bereits seine Funktion als einer der stellvertretenden Parteichefs der sozialdemokratischen Regierungspartei von Ministerpräsident Robert Fico aufgegeben und mehrfach in Interviews Ficos erstem Stellvertreter – Innenminister Robert Kaliňák – den Rücktritt nahegelegt. Kaliňák stehe im Verdacht, Geschäftsbeziehungen zu mutmaßlichen Steuerbetrügern zu unterhalten, gegen die der ermordete Journalist Kuciak recherchierte.